# GusGus
I GusGus sono un gruppo islandese di musica elettronica. Miscelano diversi tipi di mezzi espressivi, dalla musica elettronica alla voce umana, dai video alla grafica.
Le loro sonorità, dalle qualità eteree, sono inconfondibili e si combinano con linee di basso funky, percussioni elettroniche e l'impiego intelligente della tecnologia.

## Storia
Costituitisi nel 1995, nascendo come formazione di musica soul elettronica, dopo la breve esperienza cinematografica con l'apparizione nel film Pleasure, pubblicano il primo album che porta il nome della band.
Nel 1996 stipulano un accordo con la 4AD e da questa collaborazione nascono tre album: Polydistortion, This Is Normal e GusGus vs T-World. Gli anni al fianco di questa etichetta sono stati prolifici di musica e di assidui, quanto spettacolari, concerti.
Nel 2000, a conclusione di tale periodo, la formazione subisce delle trasformazioni ed i membri variano dagli originari nove agli attuali tre produttori, Stephan Stephensen, Magnús Guðmundsson, Birgir Þórarinsson, supportati dalla cantante Earth, all'anagrafe Urður Hákonardóttir.
Nel 2002 viene ultimato il loro quarto album di studio: Attention. 
Dopo le radicali trasformazioni, il quinto album del progetto GusGus, Forever, può essere considerato il secondo della nuova formazione a quattro e dei fondamentali cambiamenti intervenuti nello stile musicale.
La sperimentazione con l'elettronica rimane riferimento fondamentale, sebbene in questo lavoro pare che le menti del gruppo abbiano optato per un approccio alla tecnologia meno cerebrale e più intuitivo.
24/7 e Arabian Horse, segnano, in contemporanea con il passaggio alla prestigiosa etichetta tedesca di musica techno e house Kompakt un'ulteriore evoluzione nel suono e nell'approccio musicale complessivo del gruppo.
In particolare Arabian Horse è un disco di successo in Islanda ed Europa, e rappresenta l'avvicinamento ad uno stile più pop, seppur ancora marcatamente elettronico.
Nel 2014 pubblicano Mexico.

## Formazione

### Formazione attuale
- Birgir Þórarinsson
- Daniel Ágúst Haraldsson
- Margrét Rán Magnúsdóttir

## Discografia
- 1995 - GusGus
- 1997 - Polydistortion
- 1999 - This Is Normal
- 2000 - Gus Gus vs. T-World
- 2002 - Attention
- 2006 - Forever
- 2009 - 24/7
- 2011 - Arabian Horse
- 2014 - Mexico
- 2018 - Lies Are More Flexible
- 2021 - Mobile Home
- 2023 - DanceOrama